# Donji Rakovac (Republika Serbska)
Donji Rakovac (cyr. Доњи Раковац) – wieś w Bośni i Hercegowinie, w Republice Serbskiej, w mieście Doboj. W 2013 roku liczyła 6 mieszkańców.